# Partido Popular Evangélico (Suiza)
El Partido Popular Evangélico o Partido Evangélico Suizo (en alemán: Evangelische Volkspartei der Schweiz, en francés: Parti évangélique suisse, en italiano: Partito evangelico svizzero, en romanche: Partida evangelica da la Svizra, EVP-PEV), hasta 1994 Partido Cristiano Protestante, es un partido político suizo, demócrata cristiano de tendencia protestante, activo en los cantones de Berna, Basilea-Campiña, Basilea-Ciudad, Argovia y Zúrich. "Evangélico" equivale al término "protestante", a diferencia del concepto de "evangelicalismo", que es un léxico muy común en el cristianismo anglosajón.
El EVP mantiene una posición conservadora respecto a temas como la eutanasia, el aborto, la unión civil y otros asuntos típicamente cristianos, centrista en cuestiones económicas y tiene una tendencia muy centroizquierdista en asuntos de redistribución de la riqueza, educación, ecologismo e inmigración. Entre otras cosas, afirma estar "dedicado a proteger el medio ambiente por un sentido de responsabilidad hacia la Creación" y declara que "los valores éticos de la Biblia tendrían que ser las bases de nuestra sociedad.
El EVP es miembro del Movimiento Político Cristiano Europeo (MPCE) y perteneció como miembro observador del Partido Popular Europeo (EPP) hasta el año 2008. En la Asamblea Federal de Suiza, el EVP formó una coalición con el Partido Demócrata Cristiano (CVP) y el Partido Social Cristiano de Obwalden (CSP OW).

## Resultados electorales
| Elección | Votos        | %    | Consejo Nacional | +/-         | Consejo de los Estados | +/- |
| -------- | ------------ | ---- | ---------------- | ----------- | ---------------------- | --- |
| 1919     | 6.031 (#8)   | 0,8  | 1/189            |             | 0/44                   |     |
| 1922     | 6.306 (#9)   | 0,9  | 1/198            | Sin cambios | 0/44                   |     |
| 1925     | 6.888 (#8)   | 0,9  | 1/198            | Sin cambios | 0/44                   |     |
| 1928     | 5.618 (#8)   | 0,7  | 1/198            | Sin cambios | 0/44                   |     |
| 1931     | 8.454 (#8)   | 1,0  | 1/187            | Sin cambios | 0/44                   |     |
| 1935     | 6.780 (#12)  | 0,7  | 1/187            | Sin cambios | 0/44                   |     |
| 1939     | 5.726 (#11)  | 0,9  | 0/187            | 1           | 0/44                   |     |
| 1943     | 3.627 (#10)  | 0,4  | 1/194            | 1           | 0/44                   |     |
| 1947     | 9.072 (#9)   | 0,9  | 1/194            | Sin cambios | 0/44                   |     |
| 1951     | 9.559 (#9)   | 1,0  | 1/196            | Sin cambios | 0/44                   |     |
| 1955     | 10.581 (#9)  | 1,1  | 1/196            | Sin cambios | 0/44                   |     |
| 1959     | 14.038 (#9)  | 1,4  | 2/196            | 1           | 0/44                   |     |
| 1963     | 15.690 (#9)  | 1,6  | 2/200            | Sin cambios | 0/44                   |     |
| 1967     | 15.728 (#8)  | 1,6  | 3/200            | 1           | 0/44                   |     |
| 1971     | 42.778 (#10) | 2,1  | 3/200            | Sin cambios | 0/44                   |     |
| 1975     | 37.959 (#10) | 2,0  | 3/200            | Sin cambios | 0/44                   |     |
| 1979     | 40.744 (#7)  | 2,2  | 3/200            | Sin cambios | 0/46                   |     |
| 1983     | 40.837 (#9)  | 2,1  | 3/200            | Sin cambios | 0/46                   |     |
| 1987     | 37.265 (#11) | 1,9  | 3/200            | Sin cambios | 0/46                   |     |
| 1991     | 38.681 (#10) | 1,9  | 3/200            | Sin cambios | 0/46                   |     |
| 1995     | 34.071 (#10) | 1,8  | 2/200            | 1           | 0/46                   |     |
| 1999     | 35.679 (#8)  | 1,8  | 3/200            | 1           | 0/46                   |     |
| 2003     | 47.838 (#6)  | 2,3  | 3/200            | Sin cambios | 0/46                   |     |
| 2007     | 56.748 (#6)  | 2,4  | 2/200            | 1           | 0/46                   |     |
| 2011     | 48.789 (#8)  | 2,0  | 2/200            | Sin cambios | 0/46                   |     |
| 2015     | 47.355 (#8)  | 1,9  | 2/200            | Sin cambios | 0/46                   |     |
| 2019     | 50.317 (#8)  | 2,08 | 3/200            | 1           | 0/46                   |     |
| 2023     | 51.850 (#7)  | 2,03 | 2/200            | 1           | 0/46                   |     |